# Богер, Хаим
Хаим Боге́р (Хаим Наумович Бограшо́в; 26 сентября 1876, Черниговка, Таврическая губерния — 8 июня 1963, Тель-Авив, Израиль) — сионистский деятель, пионер еврейского просвещения в Палестине. Один из основателей и на протяжении долгого времени директор гимназии «Герцлия», делегат Всемирных сионистских конгрессов, депутат кнессета 2-го созыва от партии общих сионистов.

## Биография
Хаим Бограшов родился в селе Черниговка недалеко от Бердянска (в то время — Таврическая губерния Российской империи) в семье Дова-Наума и Муси-Белы Бограшовых. Получил традиционное религиозное образование (отец и его брат Арон были раввинами соответственно Черниговки и штетла Новозлатополь), в 1897 году, сдав экстерном экзамены по курсу гимназии, получил учительский диплом. В эти же годы он начал заниматься сионистской деятельностью, и с 1899 по 1901 год преподавал в женской гимназии Полины Иоффе в Екатеринославе по приглашению Менахема Усышкина, с которым познакомился на встречах сионистских кружков. Женился на Саре Меировой, которая оставалась его женой до самой смерти в 1908 году.
В 1901 году Бограшов поступил в Бернский университет, где учился у Людвига Штейна, Альфреда Филипсона и Карла Марти. В 1903 году как делегат от Крыма принял участие в работе VI Всемирного сионистского конгресса, где примкнул к группе противников Угандской программы. На следующий год был направлен Хаимом Вейцманом и Усышкиным в Палестину — ему и Бенциону Мосинзону было поручено подготовить почву для создания еврейской старшей школы, которая в дальнейшем должна была стать основой для еврейского университета. Параллельно Бограшов вёл в еврейских населённых пунктах агитацию против Угандской программы. В Ришон-ле-Ционе согласился временно занять место директора местной школы, но вскоре по поручению Усышкина вернулся в Россию для ведения пропаганды движения «Сионисты Сиона» против Угандской программы. На обратном пути из России в Палестину Бограшов организовал также переезд туда родителей и семьи старшего брата.
Всё это время Бограшов продолжал подготовку к основанию первой еврейской гимназии в Палестине, которая наконец открылась в 1905 году. В следующем году он окончил учёбу в университете, защитив диссертацию на тему «Доктрина хасидизма согласно Бааль Шем Тову» и после этого окончательно перебрался в Палестину, где стал преподавателем новой гимназии. Гимназия «Герцлия», где вначале пять учителей работали с 35-ю учениками, при Бограшове стала стремительно развиваться. В 1907 году он стал делегатом очередного Сионистского конгресса уже от Эрец-Исраэль, использовав пребывание на конгрессе для сбора средств на строительство нового здания для гимназии. В 1911 году, через три года после смерти первой жены, Бограшов женился вторично на Мине Медницкой, дочери раввина из Гродненской губернии.
С началом Первой мировой войны положение палестинских евреев усложнилось. Учеников и учителей гимназии «Герцлия» — в основном русских подданных — было предписано отправить в лагерь перемещённых лиц и затем депортировать в Египет, но Бограшову удалось убедить власти в Палестине отменить это распоряжение. Тем не менее в 1915 году гонения возобновились, и Бограшов был вынужден скрываться. Осенью он бежал в Египет, чтобы избежать тюремного заключения или даже смертного приговора. В Александрии он открыл еврейскую школу для беженцев из Палестины, где учились около 600 детей. В 1919 году, по возвращении в Палестину, Бограшов был назначен вместе с Бенционом Мосинзоном директором гимназии «Герцлия». В эти годы он избирался в местный совет Тель-Авива и Яффы, был депутатом первых трёх составов Собрания представителей еврейского ишува.
В 1921 году участвовал в ополчении, отражавшем арабское нападение на еврейские кварталы Яффы, а позже спасал арабских руководителей Яффы, попавших в кольцо разъярённых еврейских жителей в квартале Неве-Шалом. Сотни евреев покинули Яффу в эти дни из страха перед погромами, и Бограшов организовал для них строительство жилья в районе Тель-Авива, в дальнейшем известном как Нордия. Позже он был в числе основателей Северного Тель-Авива (в 1925 году) и поселения Тель-Цур в Шаронской долине (в 1932 году).
Бограшов участвовал во всех Сионистских конгрессах вплоть до 20-го. В Палестине он был одним из лидеров либеральной Партии общих сионистов и членом её ЦК. После основания Израиля Бограшов, взявший к этому моменту ивритизированную фамилию Богер, был избран от общих сионистов в кнессет 2-го созыва, где входил в комиссию по образованию и культуре. Он продолжал преподавать в гимназии «Герцлия» до 1959 года и скончался в 1963 году. Похоронен на кладбище Кирьят-Шауль в Тель-Авиве. В его честь названа улица Бограшов в центре Тель-Авива.